# Rudolf von Zähringen

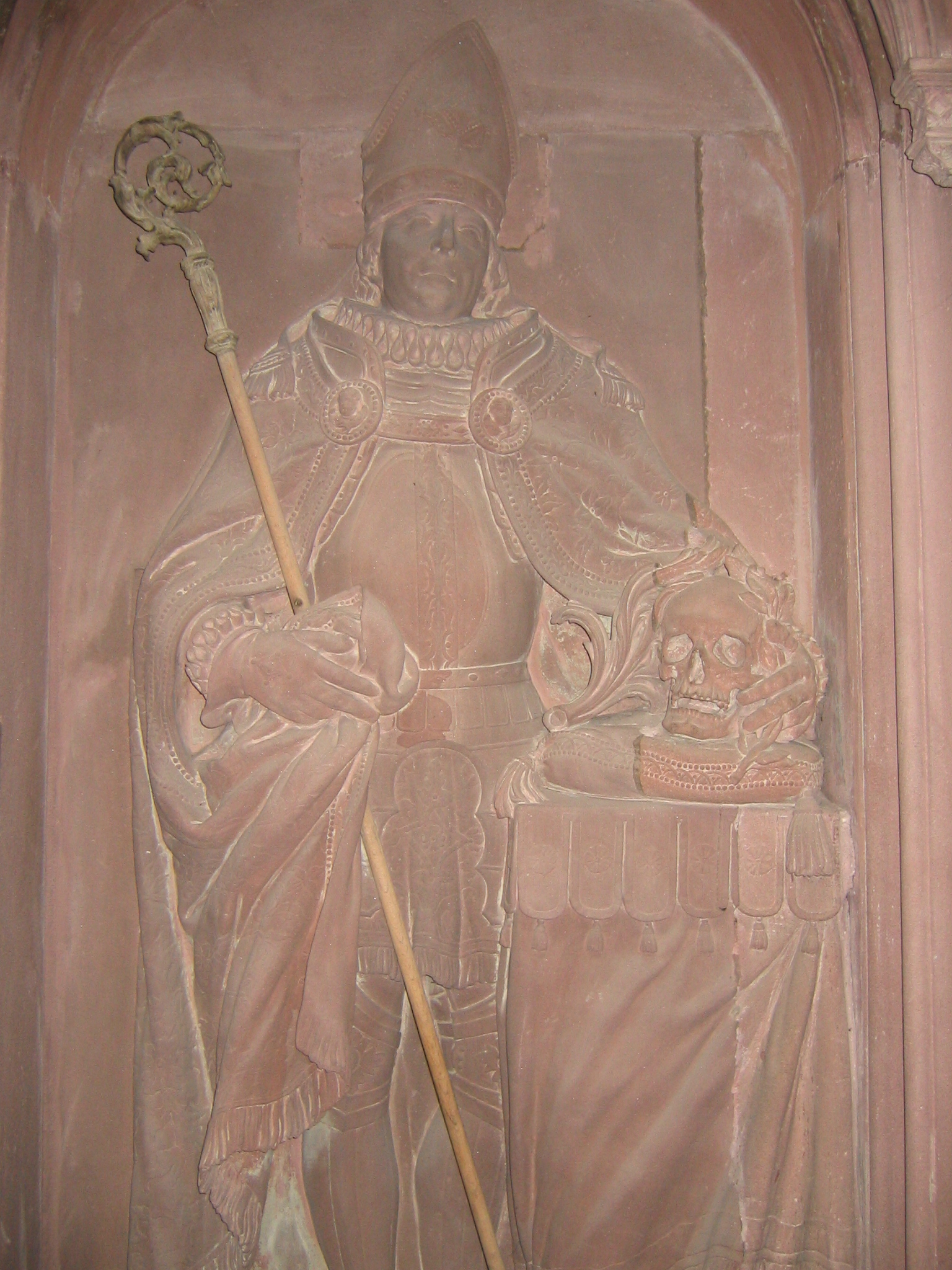
Rudolf auf einer Bildplatte von Franz Anton Xaver Hauser im Freiburger Münster

Rudolf von Zähringen (* ca. zwischen 1125 und 1130 oder zwischen 1130 und 1135; † 5. August 1191 in Herdern bei Freiburg) war Erzbischof von Mainz und Bischof von Lüttich.
Seine Eltern waren Herzog Konrad I. von Zähringen und Clementia von Luxemburg-Namur. Clementia ist die Tochter des Grafen Gottfried von Namur und seiner Frau Ermesinde von Luxemburg.
Rudolf wurde 1160 durch die Mainzer Bürger zum Nachfolger von Arnold von Selenhofen berufen, von Kaiser Friedrich I. jedoch nicht anerkannt. Ursache waren erhebliche Spannungen zwischen den Staufern und den Zähringern. Nachdem Rudolf auf dem Konzil von Lodi exkommuniziert wurde, trat Christian I. von Buch die Nachfolge in Mainz an. 1167 trat Rudolf als Bischof von Lüttich an und wurde dabei von seinem Bruder, Herzog Berthold IV. von Zähringen unterstützt. Während seiner Amtszeit kam eine Schädelreliquie des Lambert von Lüttich nach Freiburg, die heute zum Freiburger Münsterschatz gehört.
Am 11. Mai 1188 brach Rudolf mit seinem Heer in Regensburg zum Dritten Kreuzzug unter Friedrich Barbarossa auf. Im Oktober 1190 erreichte er die belagerte Stadt Akkon. 1191 starb er auf dem Rückweg in Herdern und wurde im Kloster St. Peter auf dem Schwarzwald begraben.